# Пітерлоо
53°28′40″ пн. ш. 2°14′52″ зх. д. / 53.47778° пн. ш. 2.24778° зх. д.
Пітерлоо (англ. Peterloo Massacre) або Манчестерська бійня (англ. Manchester Massacre) — сутичка цивільних осіб і оратора Гента з поліцією та гусарами після мітингу, на якому було висунуто вимоги надання загального виборчого права. Ці події відбулись 16 серпня 1819 року. В результаті сутичок за різними оцінками загинуло від 11 до 15 чоловік та поранено від 400 до 700 чоловік. Сутички стались на площі святого Петра у Манчестері, Англія.

## Історія

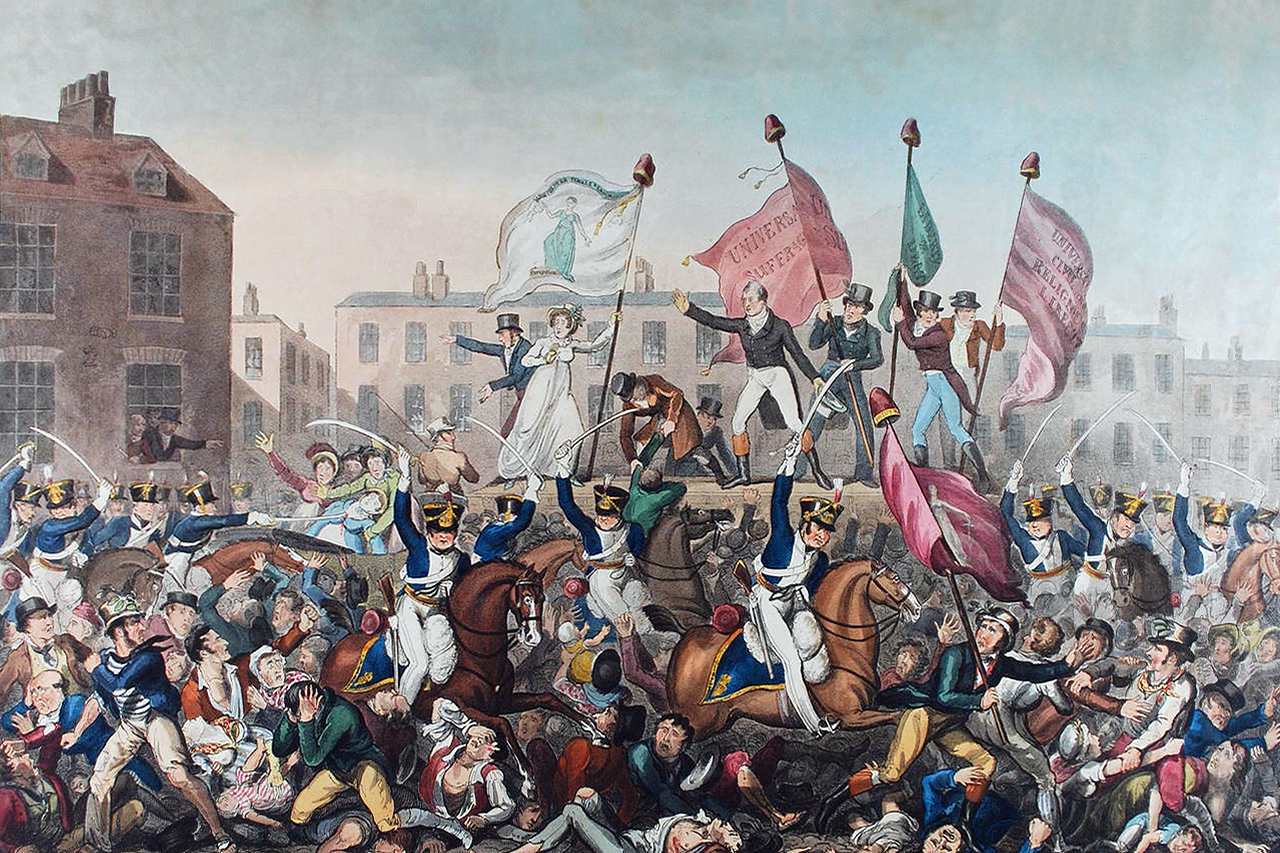
Манчестерська бійня на картині Річарда Карлайла

Фабриканти сподівались на пожвавлення торгівлі і виготовили занадто багато товарів. Врешті-решт, ринки було перенасичено й відбулась промислова депресія. Джон Россель, який спирався на партію вігів, виступав за помірковані реформи, його опоненти, радикали, відстоювали іншу точку зору: введення загального виборчого права. У підсумку 16 серпня в Манчестері відбувся грандіозний за своїми масштабам мітинг. Влада мала бажання заарештувати оратора Гента; спочатку для цього вони використовували місцеву кінну міліцію, а потім звернулись до гусарів, які зрештою відкинули великий натовп людей. Втрати — кілька вбитих і багато поранених. Згодом усюди почали висловлюватись протести проти так званої «Манчестерської бійні»; більш за все виступів було у Йоркширі; там аристократи-ліберали ставали на захист низів населення.
Коли парламент розпочав обговорення біллю «про шість постанов», віг Тірні вигукнув: «Уряд тільки й думає про те, як би застосувати грубу силу. Він не бажає угод, жодного примирення. Тут панує тільки сила й нічого окрім сили!». Головні дії репресивного законопроєкту полягали у домашніх обшуках з метою знайти заховану зброю, арешті заколотників; у разі ж повторення подібного, авторів засилали; також законопроєкт обмежив права зібрань, почав поширювати на брошури гербові збори; до цього до збору відносились тільки газети. Джордж Каннінг, який у ті часи поклав початок своїй еволюції лібералізму, так висловився про новий законопроєкт: «Сумно бачити, як до вже існуючих обмежувальних законів додаються ще нові». Попри те, що була опозиція, білль пройшов.